# Покровский, Андрей Глебович
Андре́й Гле́бович Покро́вский (1919—1990) — советский конструктор радиоаппаратуры.

## Биография
Родился 23 ноября 1919 года.
Окончил Радиотехнический факультет ГИИ (1941).
С 1946 году начальник ЦВИРЛ — Центральной военно-индустриальной радиолаборатории. Участник атомного проекта (один из разработчиков высотомера).
Много лет работал в Горьковском КБ измерительных приборов (КБ «КВАЗАР»).
Член ВКП(б) с 1945 года. Делегат XX съезда КПСС (1956).
Умер 26 ноября 1990 года. Похоронен в Нижнем Новгороде на Красном кладбище (13 квартал).

## Награды и премии
- Сталинская премия третьей степени (1949) — за разработку конструкций радиоаппаратуры
- Сталинская премия первой степени (1952) — за выдающиеся изобретения и коренные усовершенствования методов производственной работы.